# Hanso Schotanus à Steringa Idzerda

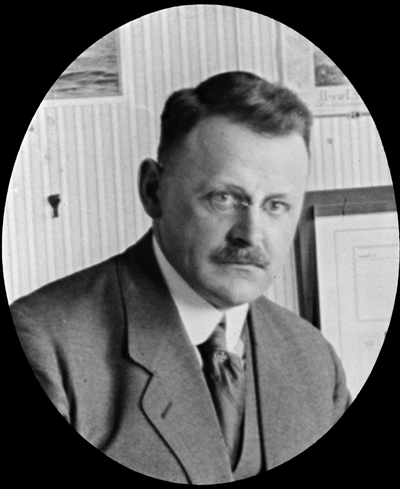
Hanso Schotanus à Steringa Idzerda

Hans Henricus „Hanso“ Schotanus à Steringa Idzerda (* 26. September 1885 in Weidum; † 3. November 1944 in Den Haag) war ein niederländischer Ingenieur und Radiopionier.

## Leben
Am 6. November 1919 produzierte Idzerda mit seinem Sender PCGG die erste öffentliche Hörfunksendung aus den Niederlanden. Dies war der Beginn der ersten regelmäßig und mit Vorankündigung ausgestrahlten Rundfunksendung der Welt. Er sendete regelmäßig musikalische Abende aus seinem Haus in Den Haag. Die Studio- und Radioausstattung wurde von seiner eigenen Firma, der Nederlandse Radio Industrie (NRI) hergestellt. PCGG blieb bis zum 11. September 1924 auf dem Äther. Am Ende fehlten Idzerda die Mittel, um die Sendungen weiterhin zu betreiben.
In der Zwischenzeit hatte die Hilversumer Nederlandse Seintoestellen Fabriek (NSF) mit der Unterstützung von Philips zwei Sendemasten bei Huizen für den öffentlichen Rundfunk in Betrieb genommen. Idzerda sendete dort für das Königlich-Niederländische Meteorologische Institut.
Während des Zweiten Weltkrieges schloss sich Idzerda dem Widerstand an. Ende 1944 wurde er von den Deutschen erschossen.